# 시라토리 도시오

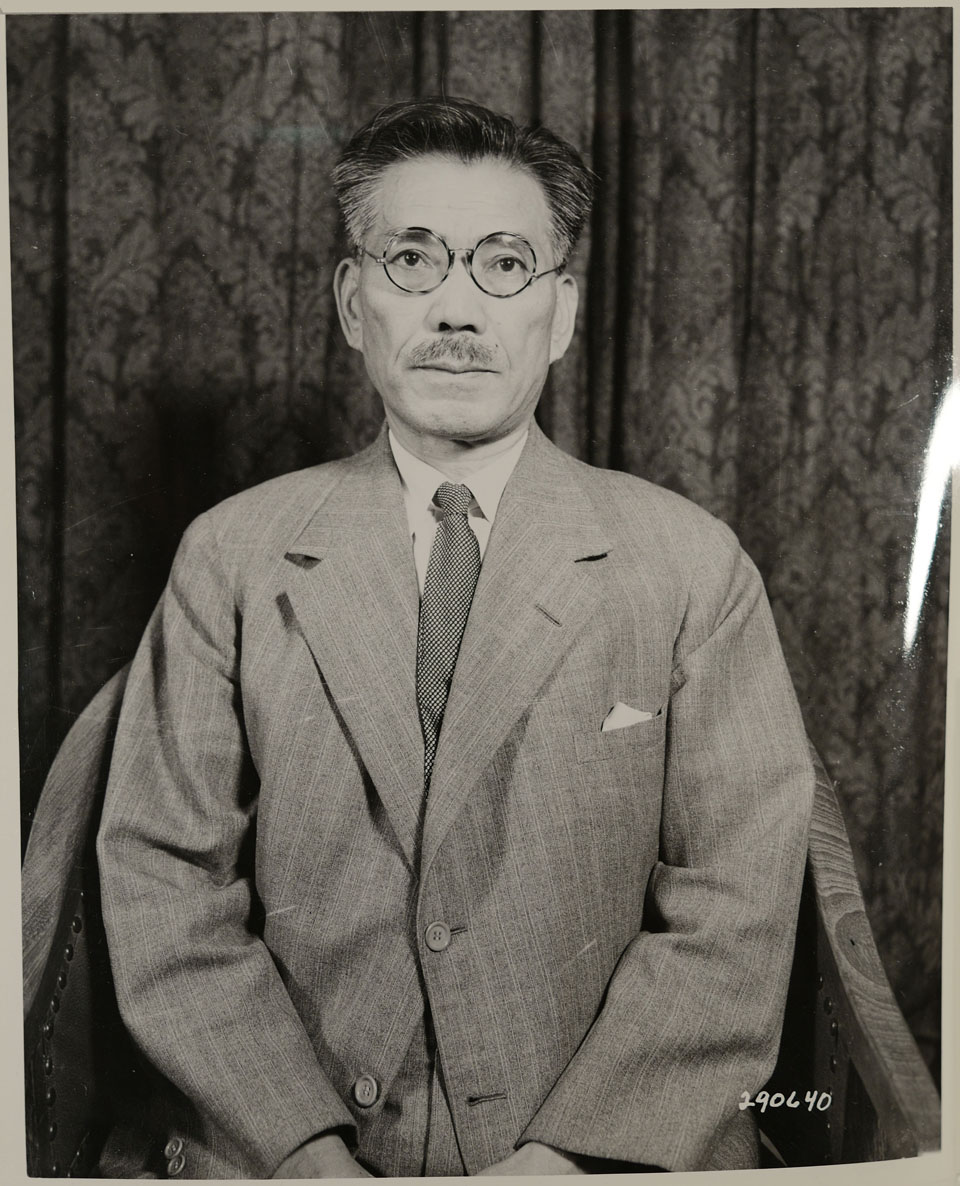
시라토리 도시오

시라토리 도시오(일본어: 白鳥 敏夫, 1887년 6월 8일 ~ 1949년 6월 3일)는 주 이탈리아 대사를 지낸 일본의 외교관이자 정치인이다. 숙부는 동양사학자 시라토리 구라키치이며, 일본 외무 대신을 지낸 이시이 기쿠지로도 숙부에 해당된다.

## 생애
시라토리 도시오는 지바현 출신으로, 1912년 7월에 도쿄 제국대학 법과 대학 경제학과를 졸업하였다.
1913년 10월에 고등 문과 시험· 외교관 및 영사관 시험에 합격해 외무성에 들어갔다. 1930년에는 외무성 정보부장이 되어 만주사변 당시에 내각 서기관장이었던 모리 가쿠나 당시 일본 육군 중령이었던 스즈키 데이이치와 제휴하여 사변에 대한 국제 연맹의 비판에 대항하기 위한 외교 정책의 중요 임무를 수행하였다.
만주사변 이후에도 국제 연맹 탈퇴 등, 일본 군부와 제휴해 영국과 미국에 대한 강경 외교를 추진하였고, 이를 위한 여론 유도에 힘썼다. 1938년에는 당시 일본 수상이었던 고노에 후미마로의 추천에 의해 주 이탈리아 대사로 임명되었고, 오시마 히로시와 협력해 일본· 독일 · 이탈리아의 삼국 동맹 조약 추진을 도모하였다.
시라토리는 태평양 전쟁이 끝난 뒤, A급 전범으로 체포돼 극동 국제 군사 재판에서 종신 금고형 판결을 받았고, 복역중 후두암으로 사망하였다. 1978년 10월 17일, 야스쿠니 신사 합사제에서 다른 전범들과 함께 야스쿠니 신사에 합사되었다.